# Vignola
Vignola (emilián nyelven Vgnóla) település Olaszországban, Emilia-Romagna régióban, Modena megyében. Lakosainak száma 25 814 fő (2023. január 1.). Vignola Castelvetro di Modena, Marano sul Panaro, Savignano sul Panaro és Spilamberto községekkel határos.

## Népesség
A település lakossága az elmúlt években az alábbi módon változott:
| Lakosok száma | 25 383 | 25 800 | 25 814 |
|               | 2017   | 2018   | 2023   |